# Urbès
Urbès là một xã trong tỉnh Haut-Rhin, vùng Grand Est ở đông bắc Pháp. Xã này có diện tích 12,68 km², dân số năm 1999 là 496 người. Khu vực này có độ cao 450 mét trên mực nước biển.